# Jazowsko (gromada)
Jazowsko – dawna gromada, czyli najmniejsza jednostka podziału terytorialnego Polskiej Rzeczypospolitej Ludowej w latach 1954–1972.
Gromady, z gromadzkimi radami narodowymi (GRN) jako organami władzy najniższego stopnia na wsi, funkcjonowały od reformy reorganizującej administrację wiejską przeprowadzonej jesienią 1954 do momentu ich zniesienia z dniem 1 stycznia 1973, tym samym wypierając organizację gminną w latach 1954–1972.
Gromadę Jazowsko z siedzibą GRN w Jazowsku utworzono – jako jedną z 8759 gromad na obszarze Polski – w powiecie nowosądeckim w woj. krakowskim, na mocy uchwały nr 26/IV/54 WRN w Krakowie z dnia 6 października 1954. W skład jednostki weszły obszary dotychczasowych gromad Jazowsko i Brzyna ze zniesionej gminy Łącko w tymże powiecie. Dla gromady ustalono 23 członków gromadzkiej rady narodowej.
31 grudnia 1961 do gromady Jazowsko przyłączono obszar zniesionej gromady Obidza.
27 stycznia 1969 do gromady Jazowsko przyłączono wieś Kadcza z gromady Gołkowice Górne.
Gromada przetrwała do końca 1972 roku, czyli do kolejnej reformy gminnej.